# Passiflora holosericea
Passiflora holosericea är en passionsblomsväxtart som beskrevs av Carl von Linné. Passiflora holosericea ingår i släktet passionsblommor, och familjen passionsblomsväxter. Inga underarter finns listade i Catalogue of Life.

## Bildgalleri

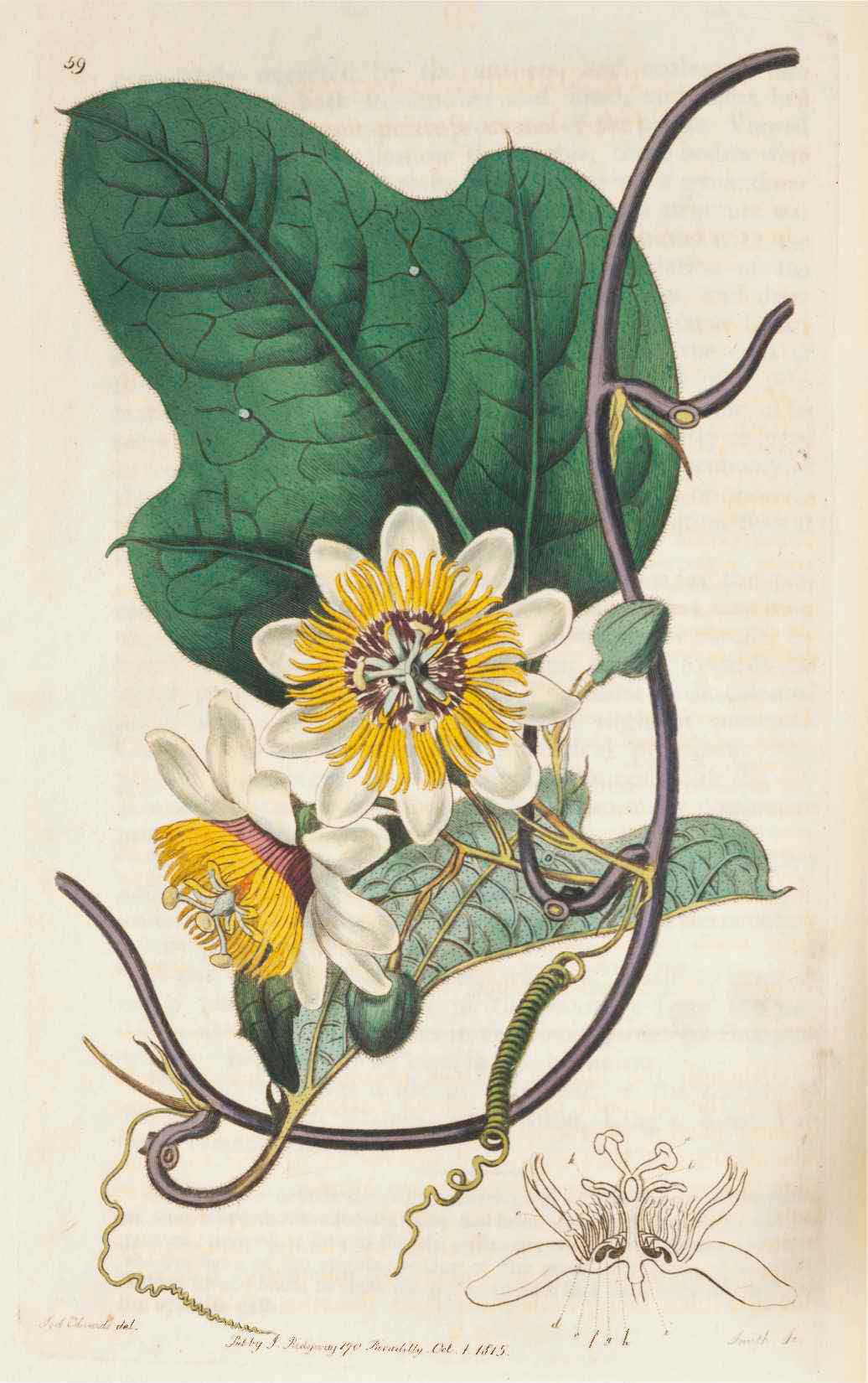
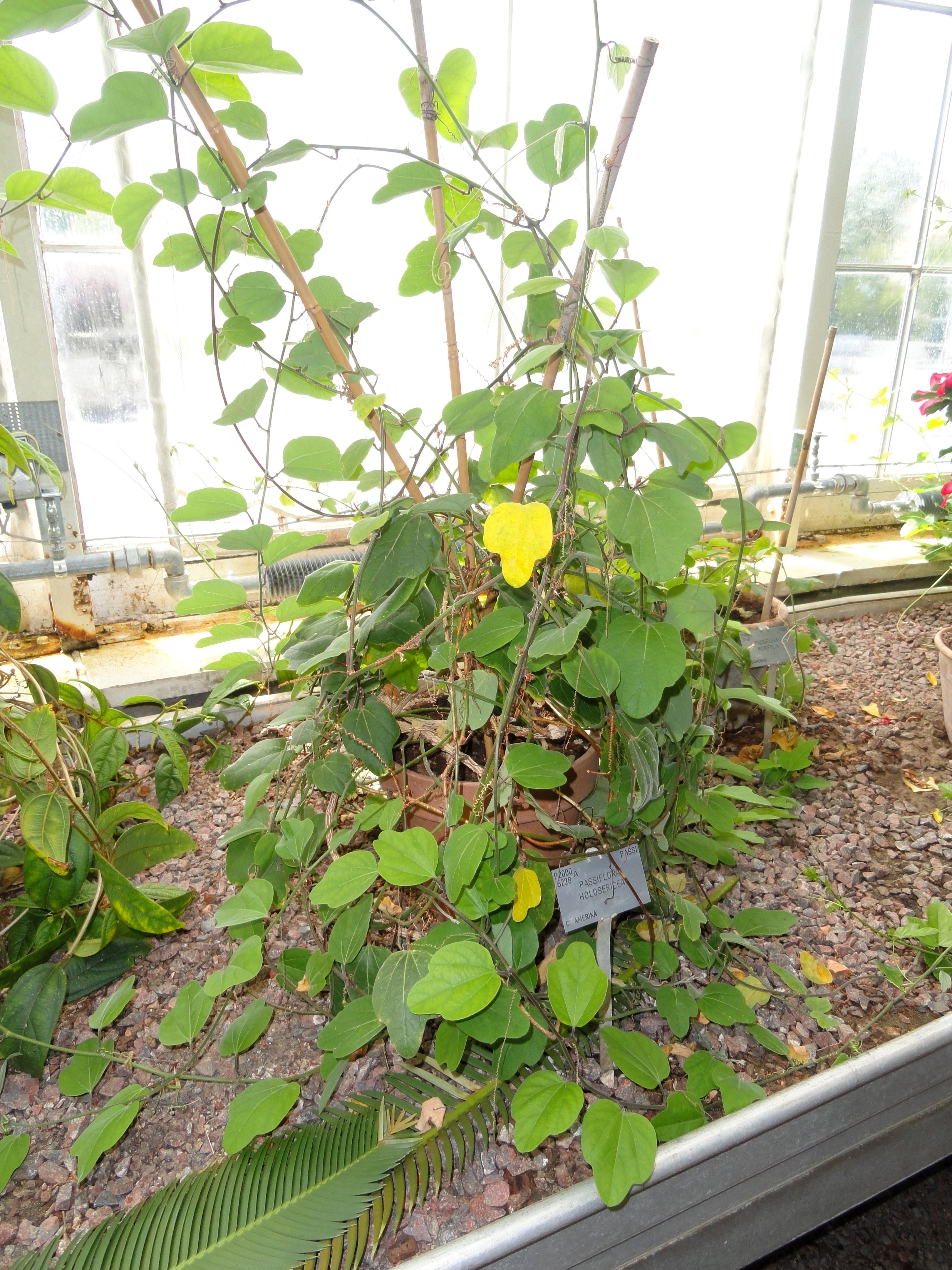
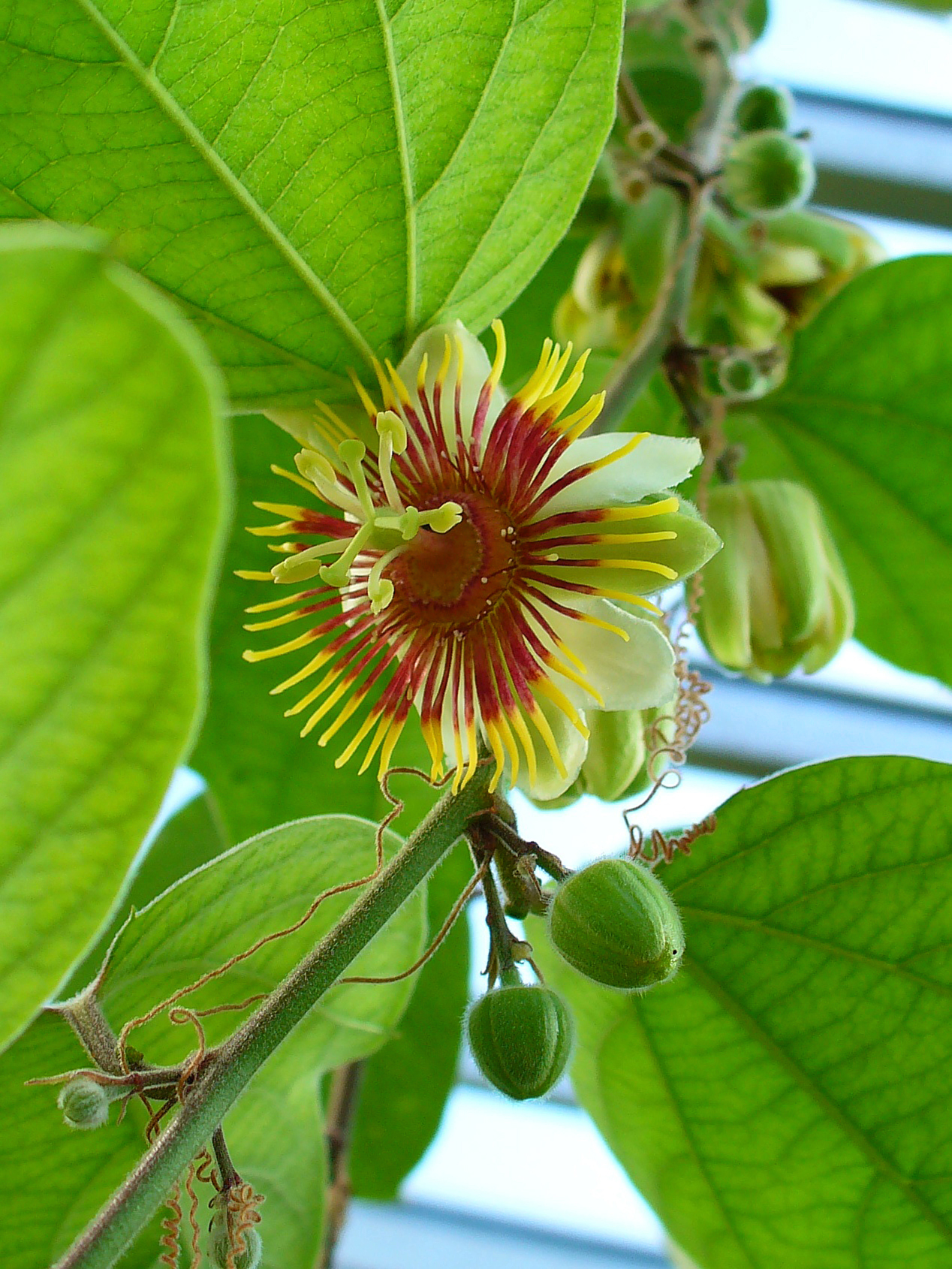
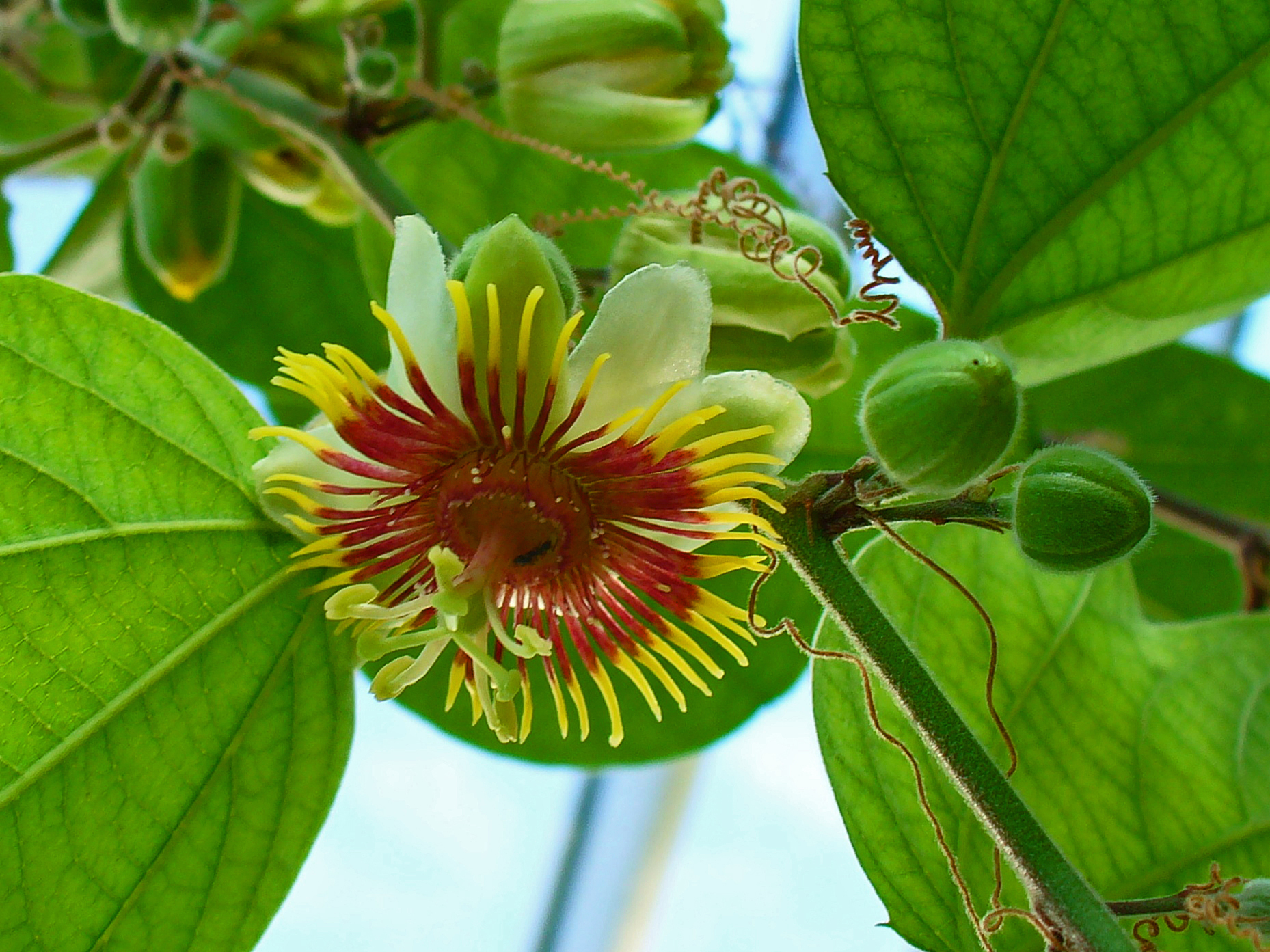
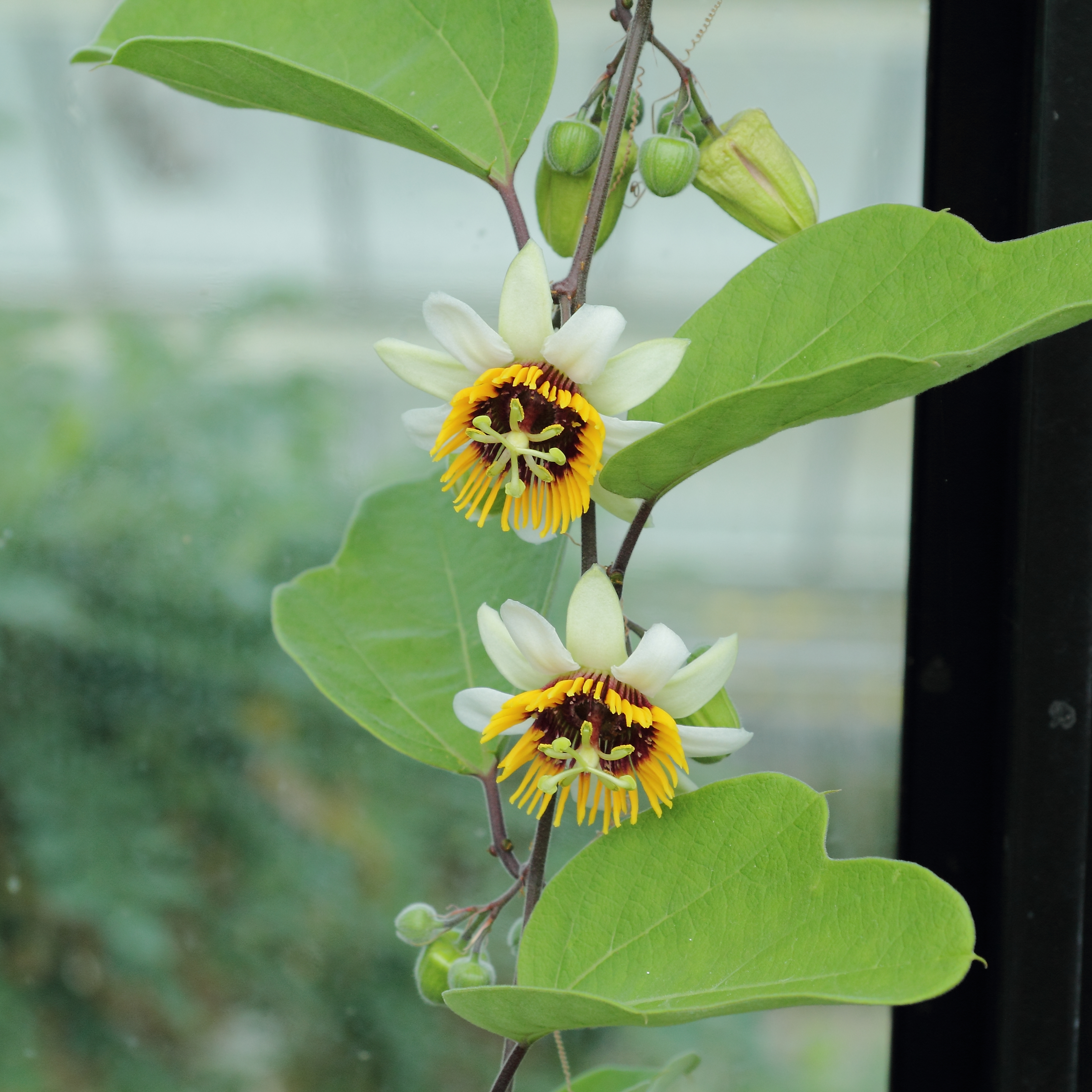
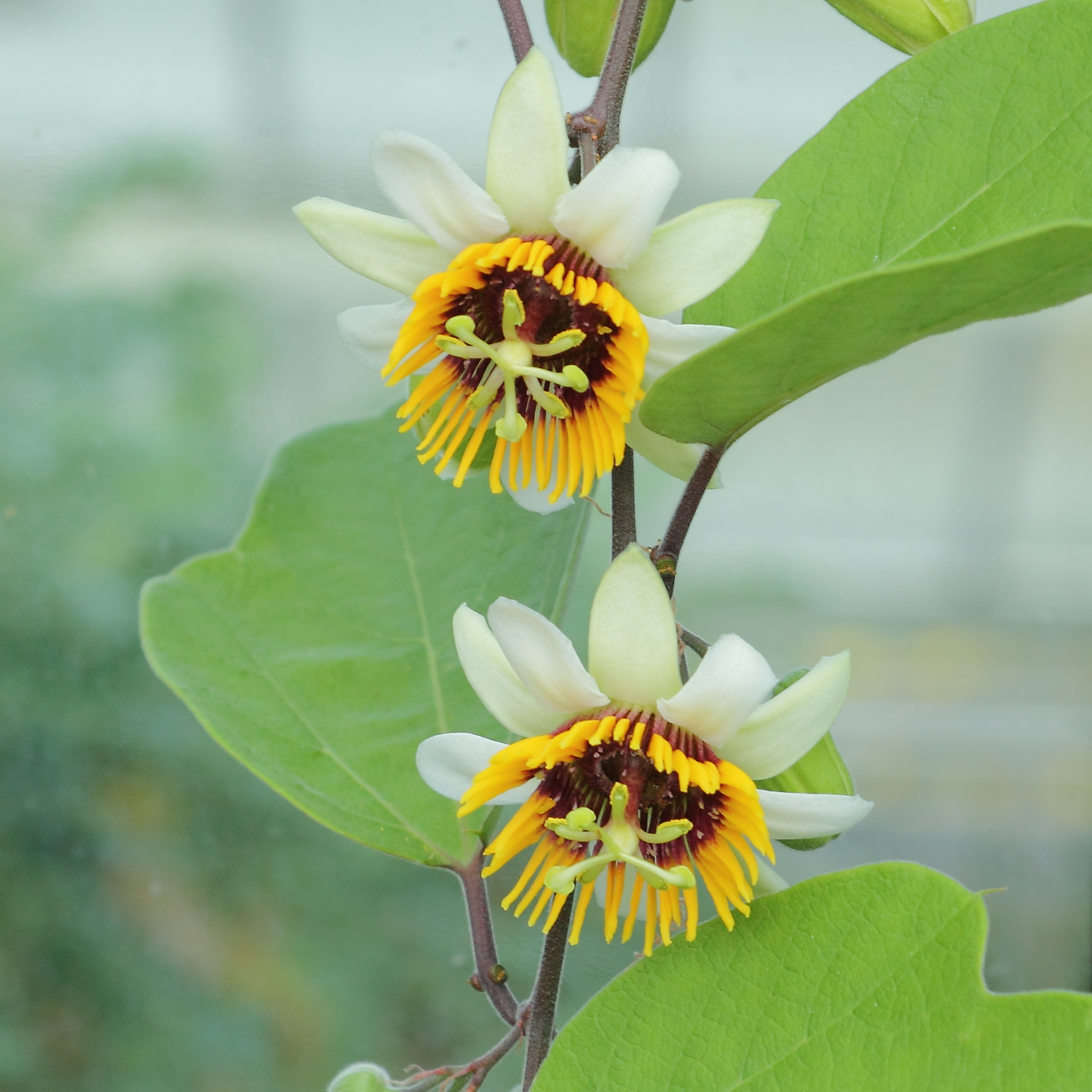